# (25551) Drewhall
(25551) Drewhall est un astéroïde de la ceinture principale d'astéroïdes.

## Description
(25551) Drewhall est un astéroïde de la ceinture principale d'astéroïdes. Il fut découvert le 10 décembre 1999 à Socorro (Nouveau-Mexique) par le projet LINEAR. Il présente une orbite caractérisée par un demi-grand axe de 2,38 UA, une excentricité de 0,05 et une inclinaison de 5,7° par rapport à l'écliptique.

## Compléments